# Rhopophile de Pékin
Rhopophilus pekinensis
Espèce
Statut de conservation UICN

 LC  : Préoccupation mineure
Le Rhopophile de Pékin (Rhopophilus pekinensis) est une espèce de passereaux de la famille des Paradoxornithidae. Il était souvent classé avant dans les Cisticolidae, puis a été classé dans celle des Timaliidae.

## Description
Le Rhopophile de Pékin est un passereau relativement petit, mesurant entre 15 et 16 cm, dont près de la moitié due à sa queue. Son plumage est gris pâle sur le dessus, avec des bandes noires marquées. Ses dessous sont blancs, avec bandes rousses.
La femelle est proche du mâle, avec une queue légèrement plus courte et des stries ventrales moins marquées.
Il diffère de son proche cousin le Rhopophile du Tarim notamment par la couleur de son iris (jaune au lieu de brun) et ses stries ventrales marquées.

## Répartition et habitat
Son aire s'étend du centre de la Chine au nord de la péninsule coréenne.
On le trouve principalement dans les broussailles, dans des zones plutôt sèches, éventuellement avec des herbes hautes. On peut également le voir à la lisière de forêts ou dans les clairières, ou plus rarement dans des parcs.

## Écologie et comportement

### Alimentation
Son régime alimentaire n'est pas connu, et supposé être essentiellement composé d'invertébrés.

### Reproduction
Le Rhopophile de Pékin se reproduit autour du mois de mai. Son nid est un bol assez profond fait d'herbes, placé dans un buisson et tapissé de soie d'araignée et de poils. Il y pond entre 4 et 6 œufs.

## Systématique
Le Rhopophile de Pékin est l'une des deux espèces du genre Rhopophilus. Il était anciennement considéré comme conspécifique du Rhopophile du Tarim, avant que les deux ne soient considérés comme deux espèces séparées dans une étude de 2013 se fondant sur des critères morphologiques et vocaux. Il est actuellement considéré comme une espèce monotypique dans la classification de référence du Congrès ornithologique international (1 juillet 2025).

## Le Rhopophile de Pékin et l'humain
Le Rhopophile de Pékin est considéré comme une « préoccupation mineure » par l'UICN (1 juillet 2025); bien qu'il soit peu commun, son aire de répartition est assez large.